# Darren Kenny
Darren Kenny OBE (ur. 17 marca 1970) – brytyjski niepełnosprawny kolarz. Sześciokrotny mistrz paraolimpijski w kolarstwie torowym (5 razy) i szosowym (1 raz). Dziewięciokrotny mistrz świata.

## Medale Igrzysk Paraolimpijskich

### 2012
- - Kolarstwo - sprint drużynowy - C1-5
- - Kolarstwo - bieg pościgowy indywidualnie - C3

### 2008
- - Kolarstwo - wyścig uliczny - LC 3–4/CP 3
- - Kolarstwo - trial na czas - 1 km - CP 3
- - Kolarstwo - bieg pościgowy indywidualnie - CP 3
- - Kolarstwo - sprint drużynowy - LC1–4 CP3/4
- - Kolarstwo - trial na czas - CP 3

### 2004
- - Kolarstwo - trial na czas - 1 km - CP 3
- - Kolarstwo - bieg pościgowy indywidualnie - CP 3
- - Kolarstwo - wyścig uliczny/trial na czas - CP 3